# Revolta do Buzu
A Revolta do Buzu ocorreu entre agosto e setembro de 2003 em Salvador, capital do estado brasileiro da Bahia. Protagonizada por estudantes, a revolta popular promoveu bloqueio de avenidas da cidade por três semanas em protesto contra o aumento da tarifa do transporte urbano por ônibus. No contexto de vigor do carlismo com Paulo Souto no governo estadual baiano, a Prefeitura Municipal de Salvador reajustou a tarifa em vinte centavos de real, saindo de 1,30 e alcançando 1,50 real.
É caracterizada como autônoma, descentralizada, apartidária, horizontal, sem liderança definida, na medida em que o grande contingente manifestante não estava vinculado a organizações tradicionais da política (tanto partidos políticos, quanto entidades estudantis) e não concordava com a representação do movimento em negociações com o governo ser exercida por tais organizações. Apesar da intensidade das manifestações, a reivindicação central não foi atendida. No lugar, a mobilização pelo transporte conseguiu o congelamento da tarifa por um ano e extensão da meia passagem (tarifa).
No desenrolar, rendeu críticas à cobertura televisiva da TV Bahia, ao passo que foi documentada pelo cineasta Carlos Pronzato e deu origem ao filme intitulado A Revolta do Buzu. Além disso, serviu de inspiração à Campanha pelo Passe Livre de Florianópolis, capital de Santa Catarina, em mobilizações contra o aumento da tarifa de ônibus que desencadearam na Revolta da Catraca. Mais à frente no tempo, ambas as revoltas são tratadas como antecedentes às Jornadas de Junho, com abrangência nacional em 2013, em função do caráter autonomista, da pauta reivindicatória e do perfil de menifestantes.